# Nahid
Nahid è un film del 2015 diretto da Ida Panahandeh.

## Trama
Nahid, una giovane donna divorziata, vive sola con il figlio di dieci anni in una città sul Mar Caspio, nel Nord dell’Iran. Secondo le leggi iraniane, la custodia del figlio spetta al padre ma lui ha concesso la custodia alla moglie a patto che lei non si risposi. La relazione tra Nahid e un altro uomo complicherà la sua vita di donna e di madre. Nonostante i difficili rapporti con la famiglia d'origine e con quella dell'ex marito, troverà il coraggio per non rinunciare né al figlio né alla sua nuova relazione.

## Riconoscimenti
- 2015 - Festival di Cannes
  - Prix avenir prometteur sezione Un Certain Regard